# БоА
Квон Боа (кор. 권보아, кит. 權珤雅; род. 5 ноября 1986 года), более известная как Боа, ― южнокорейская певица, автор песен, музыкальный продюсер и актриса. В массовой культуре носит титул «Королева к-попа».
В 1998 году представители SM Entertainment заметили Боа, когда она сопровождала брата на прослушивание, и решили принять её в компанию в качестве трейни. 25 августа 2000 года она выпустила дебютный студийный альбом ID; Peace B. С тех пор Боа выпустила двадцать студийных альбомов: десять на корейском, девять на японском и один на английском языке. На телевидении она была судьёй на шоу «Звезда к-поп» (2011―2013), снималась в дораме «У моей жены на этой неделе намечается роман» (2016), вела второй сезон шоу на выживание «Produce 101» (2017) и была судьёй третьего сезона шоу «Голос Кореи» (2020).
С релизом дебютного студийного японского альбома Listen to My Heart (2002), Боа стала первой корейской певицей, прославившейся в Японии с момента падения барьеров, ограничивающих импорт и экспорт развлечений между странами с момента окончания Второй мировой войны. Японские альбом Valenti (2003) и Best of Soul (2005) разошлись тиражом свыше миллиона копий каждый; Best of Soul на протяжении 16 лет удерживал статус последнего альбома зарубежного артиста в Японии с таким результатом. Дебютный англоязычный альбом BoA (2009) стал первым среди корейских артистов, попавшим в главный альбомный чарт США Billboard 200.
За всю карьеру Боа продала свыше десяти миллионов копий своих альбомов и является лишь одной из трёх певиц в истории, шесть альбомов подряд которой занимали вершину Oricon Albums Chart (вместе с Аюми Хамасаки и Хикару Утада). Она также является обладательницей множества престижных наград Кореи и Японии, среди которых восемь статуэток Mnet Asian Music Awards, шесть статуэток SBS Music Awards, пять статуэток Japan Record Awards и опять статуэток Japan Gold Disc Awards.

## Биография
Боа родилась 5 ноября 1986 года в городе Кури, провинция Кёнгидо, Республика Корея. Семье пришлось переехать в Намъянджу, потому что бизнес отца по продаже спортивного инвентаря пришлось прекратить. У неё два старших брата: Сунук и Сунхвон. В мае 2021 года стало известно, что у Сунука последняя стадия перитонеального канцероматоза. Он скончался 5 сентября того же года в возрасте 39 лет.
В 1998 году Боа сопровождала Сунука на прослушивание в SM Entertainment, и агентство предложило заключить контракт с ней. Первоначально родители категорически не поддерживали её желание стать певицей из-за слишком юного возраста. Мать БоА рассказывала, что в школе одноклассники буллили её из-за длинных волос, а также то, что Боа пришлось бросить обучение в школе из-за невозможности совмещать учёбу с карьерой.

## Карьера

### 1998―03: Дебют и коммерческий успех в Корее и Японии
В 1998 году, когда Сунук, один из старших братьев Боа, проходил прослушивание в SM Entertainment в качестве танцора, а она его сопровождала, представители агентства в тот же день предложили контракт и ей. Родители Боа согласились на то, чтобы она ушла из школы и стала певицей из-за уговоров старших братьев.
После двух лет репетиций, занятий по вокалу и танцам, 25 августа 2000 года Боа выпустила дебютный студийный альбом ID; Peace B. Пластинка имела успех в Корее, за пять месяцев продажи превысили 156 тысяч копий. 8 марта 2001 года она выпустила первый сборник песен Jumping into the World.
13 марта 2002 года Боа официально дебютировала на японском рынке со студийным альбомом Listen to My Heart; дистрибьютором выступил лейбл Avex Trax, с которым сотрудничает SM. Пластинка произвела фурор в Японии, разойдясь тиражом свыше миллиона копий, и Боа стала первой корейской певицей с таким результатом. 12 апреля был выпущен второй корейский студийный альбом No.1 с одноимённым синглом. 24 сентября состоялся релиз второго корейского сборника Miracle.
29 января 2003 года Боа выпускает второй японский студийный альбом Valenti, который разошёлся тиражом свыше 1,2 млн копий. 30 мая состоялся камбэк с третьим корейским студийным альбомом Atlantis Princess. 4 декабря был выпущен третий сборник Shine We Are!.

### 2004―07: Продолжающийся успех и смена имиджа
15 января 2004 года был выпущен третий японский студийный альбом Love & Honesty. Музыкально он отличался от предыдущих работ, песни были в жанрах дэнс-рок и более «тяжёлый» R&B. Несмотря на то, что успех был не такой, как у Valenti, ему удалось стать трижды платиновым в Японии и продержаться на вершине альбомного чарта в течение двух недель. В поддержку альбома Боа начала гастрольный тур Live Concert Tour 2004: Love & Honesty, в рамках которого дала 9 концертов, а общая посещаемость составила 105 тысяч человек. 2 февраля 2005 года был выпущен второй японский сборник хитов Best of Soul, который разошёлся тиражом более миллиона копий; альбом оставался последним среди корейских артистов с таким показателем на протяжении 16 лет.
11 июня 2004 года в Корее состоялся релиз четвёртого студийного альбома My Name, где Боа перешла к более взрослому имиджу и звучанию. Продажи составили 191 тысячу копий. 23 июня 2005 года был выпущен пятый корейский студийный альбом Girls on Top. В сентябре 2004 года Боа спровоцировала скандал в Японии, пожертвовав 50 млн южнокорейских вон на мемориал Ан Чунгыну, деятеля корейского национально-освободительного движения.
15 февраля 2006 года был выпущен четвёртый японский студийный альбом Outgrow. Он получил двойную платиновую сертификацию. В мае Боа продлила контракт с SM до 2012 года. 21 сентября она выпустила корейскую версию японского сингла «Key of Heart» в качестве дебютного цифрового сингла в Корее. 7 декабря состоялся первый рождественский концерт в Японии. 17 января 2007 года состоялся релиз пятого японского студийного альбома Made in Twenty (20).

### 2008―12: Карьера в Америке и возвращение в Азию
27 февраля 2008 года был выпущен шестой японский студийный альбом The Face, который стал шестым чарт-топпером подряд для Боа в Японии. В июне было объявлено, что Боа станет одной из девяти артистов, кто примет участие в записи английской версии знаменитого хита «Dedication of Love» китайской исполнительницы Вэй Вэй, средства от продаж которого пойдут в фонды помощи пострадавшим в результате Сычуаньского землетрясения, однако из-за плотного графика Квон так и не приняла в нём участие. 2 сентября представители SM подтвердили информацию о предстоящем дебюте Боа в США, и 10 сентября состоялась пресс-конференция в Сеуле. Американский дебют Боа должен был повторить успех в Корее, и уже 21 октября состоялся релиз дебютного американского сингла «Eat You Up». 3 декабря она впервые выступила в США на сцене в Нью-Йорке.
18 февраля 2009 года был выпущен двадцать седьмой японский сингл «Eien / Universe / Believe in Love». 17 марта состоялся релиз дебютного англоязычного альбома BoA, который дебютировал на 172 месте в главном альбомном чарте США Billboard 200. На следующий день был выпущен третий японский сборник хитов Best & USA. 22 июля на композицию «Energetic» был выпущен видеоклип. 31 августа состоялся релиз расширенного делюкс-издания BoA: Deluxe.
Американский дебют Боа стартовал слабее, чем ожидало агентство, поэтому она возвращается в Азию, и 10 февраля 2010 года выпускает седьмой японский студийный альбом Identity. Альбом практически никак не продвигался, из-за чего продажи не перешагнули порог даже 100 тысяч копий, после чего стало понятно, что невозможно нормально выступать сразу на три разных музыкальных рынка. 5 августа был выпущен шестой корейский студийный альбом Hurricane Venus в честь 10-летия Боа на сцене. 23 октября вместе с Рейном, Kara, Ли Сын Чолем, 2AM, 4Minute и Beast Боа представляла Южную Корею на ежегодном фестивале азиатской музыки Asia Song Festival. 7 декабря 2011 года Боа выпустила японский сингл «Milestone» в честь 10-летия на японской сцене. 10 и 11 декабря она провела два юбилейных рождественских концерта в Токийском международном форуме.
В 2012 году Боа продолжила деятельность в Корее: она стала одной из трёх судей шоу на выживание «Звезда к-поп», и её песня «One Dream» была использована в качестве заглавной темы программы. 22 июля был выпущен седьмой корейский студийный альбом Only One.

### 2013―15: Продюсирование музыки, карьера в кино и 15-летие на сцене
26 и 27 января 2013 года в Олимпийском холле Сеула состоялись первые корейские концерты Боа с момента дебюта. После череды эпизодических появлений в дорамах на телевидении, Боа получила полноценную главную женскую роль в двухсерийной дораме «В ожидании любви», трансляция которой прошла 11 и 12 сентября на телеканале KBS 2. 17 октября в кинотеатрах Гонконга состоялась премьера фильма «Сделай шаг: Лови момент», где Боа исполнила главную женскую роль, а её партнёром стал американский танцор Дерек Хаф. Картина получила смешанные отзывы критиков; хореография, поставленная Nappytabs, Яко Миямото и Ником Гонзалесом, тем не менее, вызвала похвалу. На сайте-агрегаторе Rotten Tomatoes фильм имеет 38 % одобрения, основанные на 16 рецензиях. В начале ноября в корейских музыкальных чартах отметились песни из шоу «Бесконечный вызов», где Боа была одним из продюсеров композиции «G.A.B».
25 марта 2014 года стало известно, что Боа вместе с коллегой по лейблу, певцом Кантой, де-факто стала креативным директором SM и была ответственной за психическое здоровье айдолов, дебютировавших в раннем возрасте. 3 сентября состоялся релиз восьмого японского студийного альбома Who’s Back?; синглы к нему выпускались за 4 года до официального релиза, поэтому японские критики охарактеризовали релиз как сборник хитов, а не полноценный японский камбэк. С 6 по 23 сентября был проведён первый за четыре года мини-тур по Японии. 27 ноября в кинотеатрах Кореи состоялась премьера полнометражного фильма «Большой матч», где Боа исполнила одну из главных ролей. 3 декабря состоялся релиз японского цифрового сингла «Fly»; ранее, 30 октября, была представлена сокращённая версия видеоклипа.
12 мая 2015 года был выпущен восьмой корейский студийный альбом Kiss My Lips, в котором Боа самостоятельно написала большинство композиций и спродюсировала музыку к ним. За несколько дней до официального релиза пластинки был выпущен видеоклип на сингл «Who Are You». 22 и 23 августа Боа провела специальные праздничные концерты в честь 15-летия со дня дебюта. 11 декабря состоялся концерт в Токийском международном форуме. 22 декабря был выпущен цифровой корейский сингл «Christmas Paradise», который вошёл в специальный рождественский альбом Winter Garden, записанный артистами SM.

### 2016―20: Карьера на телевидении и 20-летие на сцене
22 января 2016 года Боа выпустила англоязычный саундтрек «Make Me Complete» для дорамы «Ооку». 16 июня был выпущен цифровой сингл «No Matter What» при участии рэпера Beenzino; композиция стала частью проекта SM Station. 21 октября Боа вновь выпустила цифровой сингл «Music Is Wonderful» для того же проекта, и он был записан в сотрудничестве с группой BeatBurger. 28 октября стартовал показ дорамы «На этой неделе моя жена завела роман», где Квон исполнила одну из главных ролей и её актёрская игра получила похвалу телезрителей.
23 февраля 2017 года стало известно, что Боа станет ведущей второго сезона популярного шоу на выживание «Produce 101». 28 апреля состоялся релиз цифрового сингла «Spring Rain» для проекта SM Station. С 11 по 17 мая она провела серию концертов в Токио и Осаке. 26 июня был выпущен сингл «Camo», звучание которого полностью отличалось от предыдущих песен Боа, а 12 июля состоялся релиз японского сингла «Right Here, Right Everywhere», который стал саундтреком для дорамы «Любовник на чердаке». 19 октября состоялась премьера полнометражной драмы «Осенняя соната», где Квон снова сыграла главную женскую роль. 29 декабря артисты SM выпустили концертную версию композиции «Dear My Family» (оригинал был записан в 2001 году), видеоклипом стала запись с концерта SMTOWN в 2016 году; релиз был посвящён Джонхёну из SHINee, который скончался 18 декабря и был одним из артистов SM.
14 февраля 2018 года был выпущен девятый японский студийный альбом Watashi Konomama de Iinokana. Несколько дней спустя, 20 февраля, состоялся релиз корейского мини-альбома One Shot, Two Shot. 14 марта был представлен японский мини-альбом Unchained. С 15 марта по 4 апреля она провела мини-тур по Японии в поддержку релиза. 24 октября был выпущен девятый корейский студийный альбом Woman. Походка вверх ногами, ставшая элементом хореографии одноимённого сингла, привлекла внимание публики и стала вирусной в Корее.
4 июня 2019 года был выпущен цифровой сингл «Feedback». С сентября по октябрь Боа провела серию концертов в Корее и Японии. 23 октября был выпущен японский сингл «Wishing Well». 11 декабря был выпущен второй корейский мини-альбом Starry Night.
27 апреля 2020 года Боа была объявлена одной из наставников шоу «Голос Кореи». 1 декабря, в честь 20-летия Боа на сцене, был выпущен десятый корейский студийный альбом Better.

### 2021―настоящее время: Got the Beat и последующие проекты
6 июля 2021 года Боа была объявлена одной из судей женского танцевального шоу «Уличная женщина-боец». 5 ноября, в честь 20-летнего юбилея в Японии, она выпускает цифровой сингл «My Dear».
3 января 2022 года состоялся дебют женской супер-группы Got the Beat, частью которого стала Боа. В интервью для Billboard она призналась, что рада быть частью проекта. 30 мая также был выпущен японский сборник хитов The Greatest. С 23 августа началась трансляция второго сезона «Уличной женщины-бойца», но уже с мужскими танцевальными командами, где Боа вновь предстала одним из судей. Уже через месяц телезрители остались недовольны её судейством и обвиняли в предвзятом отношении к участникам шоу, из-за чего SM пришлось выпускать заявление о принятии мер в случае продолжения безосновательных оскорблений в адрес певицы. 22 ноября она выпустила третий корейский мини-альбом Forgive Me.
16 января 2023 года Got the Beat вернулись с дебютным мини-альбомом Stamp On It и одноимённым синглом, который был раскритикован фанатами за неподходящий текст и несоответствие с концепцией группы. В феврале было объявлено, что Боа станет частью шоу «Танцующие королевы на гастролях». В ноябре её также приняли на одну из ролей в дораме «Выходи замуж за моего супруга», однако актёрскую игру впоследствии жёстко раскритиковали.
26 марта 2024 года Боа представила цифровой сингл «Emptiness». С 12 октября начнётся тур в честь 24-летия певицы на сцене.

## Личная жизнь
18 января 2017 года было подтверждено, что Боа состоит в отношениях с актёром Мун Джувоном с конца 2016 года. 13 ноября стало известно, что пара рассталась.

## Дискография
| Корейские альбомы Студийные альбомы ID; Peace B (2000) No. 1 (2002) Atlantis Princess (2003) My Name (2004) Girls on Top (2005) Hurricane Venus (2010) Only One (2012) Kiss My Lips (2015) One Shot, Two Shot (2018) Women (2018) Better (2020) | Японские альбомы Студийные альбомы Listen to My Heart (2002) Valenti (2003) Love & Honesty (2004) Outgrow (2006) Made in Twenty (2007) The Face (2008) Identity (2010) Who’s Back? (2014) Watashi Kono Mama de Ii no Kana (2018) The Greatest (2022) | Английские альбомы Студийные альбомы BoA (2009) |

## Фильмография

### Фильмы
| Год  | Название             | Роль                     | Примечание                          |
| ---- | -------------------- | ------------------------ | ----------------------------------- |
| 2006 | Лесная братва        | Хизер, опоссум (озвучка) | Корейская и японская версии дубляжа |
| 2012 | «Я»                  | в роли самой себя        | Документальный фильм                |
| 2014 | «Сделай свой шаг 3D» | Айя                      | Голливудский фильм; главная роль    |
| 2014 | «Проделки Венеры»    | Сон Бом Сик (камео)      | Корейский фильм                     |
| 2014 | «Большой матч»       | Су Кюн                   | Корейский фильм                     |
| 2015 | «SMTOWN THE STAGE»   | в роли самой себя        | Документальный фильм                |
| 2017 | «Осенняя соната»     | Су Рюн                   | Корейский фильм                     |

### Телесериалы
| Год  | Название                           | Роль              | Телеканал | Примечание                       |
| ---- | ---------------------------------- | ----------------- | --------- | -------------------------------- |
| 2010 | «Афина: Богиня войны»              | В роли самой себя | SBS       | Эпизоды 7-8                      |
| 2013 | «В ожидании любви»                 | Джу Ю             | KBS       | Специальная дорама; Главная роль |
| 2016 | «На этой неделе у моей жены роман» | Квон Бо Ян        | JTBC      | Главная роль                     |
| 2024 | Выходи замуж за моего мужа         | О Юра             | tvN       | Второстепенная роль              |

### Развлекательные шоу
| Год                   | Название               | Телеканал | Примечание                                 |
| --------------------- | ---------------------- | --------- | ------------------------------------------ |
| 2011-2012             | K-pop Звезда 1 сезон   | SBS       | Судья от SM Entertainment                  |
| 2012-2013             | K-pop Звезда 2 сезон   | SBS       | Судья от SM Entertainment                  |
| 2017                  | Подготовка 101 2 сезон | Mnet      | MC (представитель национального продюсера) |
| 2018                  | Ключевое слово #BoA    | xtvN      | Сама                                       |
| 2018                  | Дневник еды            | tvN       | Основной актёрский состав                  |
| 2018                  | Мастер в доме          | SBS       | Сама                                       |
| 2020                  | Голос Кореи            | Mnet      | Наставник                                  |
| 2022- настоящее время | K-909                  | JTBC      | Постоянная ведущая                         |